# Aanval van Amr ibn al-As
De Aanval van Amr ibn al-As vond plaats in ramadan 8 AH (januari 630).
In dezelfde maand dat Al-Uzza verwoest werd door Khalid ibn al-Walid, werd Amr ibn al-As naar Ruhat gestuurd om het afgodsbeeld Suwa' te verwoesten. Dit beeld werd aanbeden door de Banu Hudhail. Ruhat ligt op een afstand van drie kilometer van Mekka.
Toen de portier een vraag stelde, zei Amr dat hij door Mohammed was bevolen het afgodsbeeld omver te werpen. De man waarschuwde Amr dat hij dit niet zou kunnen doen. Amr naderde het beeld en verwoestte het. Daarna brak hij de kist open die naast het beeld lag. Hij vond niets hierin. De man bekeerde zich onmiddellijk tot de islam.